# 井上正矩
井上 正矩（いのうえ まさのり）は、江戸時代中期の常陸国下妻藩の世嗣。官位は従五位下・伊勢守。

## 略歴
5000石を領した大身旗本・井上正晴（井上正就の次男・正義の子）の次男として誕生。
元禄12年（1699年）、正長の養子となり、3000石を分与されて徳川綱吉に御目見する。宝永2年（1705年）、正式に下妻藩嫡子となる。宝永5年（1708年）に叙任するが、享保5年（1720年）に家督を相続することなく早世した。
代わって、一族から正敦を娘婿に迎えて嫡子とした。正敦は同年家督を継いだ。

## 系譜
- 父：井上正晴（1664-1736）
- 母：植村忠朝娘
- 養父：井上正長（1654-1721）
- 正室：井上正長娘
- 生母不明の子女
  - 女子：井上正長養女 - 井上正敦正室
  - 女子：達子 - 井上正敦養女、五島盛道正室